# Encyrtus decorus
Encyrtus decorus är en stekelart som beskrevs av Prinsloo och Annecke 1978. Encyrtus decorus ingår i släktet Encyrtus och familjen sköldlussteklar.
Artens utbredningsområde är Zimbabwe. Inga underarter finns listade i Catalogue of Life.